# 莫州
莫州，中国古代的州。
唐朝景云二年（711年）析瀛、幽二州地置鄚州，开元十三年（725年）改“鄚”为“莫”。治所在莫县（今河北省雄县鄚州镇）。辖境相当今河北省保定市区、清苑、任丘、文安及安新、雄县、霸州等市县南部地区。五代后周显德六年（959年），后周大破辽军，收复瀛、莫二州，即此。宋朝时，移治任丘县（今河北省任丘市），辖境减缩。元朝初年，移治莫亭县（今鄚州镇）。属河间路。明朝洪武七年（1374年）七月，州县俱省入河间府。 
| 唐朝莫州辖县 | 唐朝莫州辖县                                             |
| ------------ | -------------------------------------------------------- |
| 711年        | 鄚县、文安县、任丘县、唐兴县、清苑县、归义县             |
| 711年        | 鄚县、文安县、任丘县、唐兴县、清苑县（归义县改属幽州）   |
| 722年        | 鄚县、文安县、任丘县、唐兴县、清苑县（新设长丰县）       |
| 725年        | 鄚县（改为莫县）、长丰县、文安县、任丘县、唐兴县、清苑县 |

唐朝莫州刺史
- 梁昇卿（732年）
- 郑倩之（735年）
- 李成裕（737年）
- 文安郡太守
- 田承嗣（762年—763年）
- 马实（大历末年）
- 刘济（784年—785年）
- 蔡雄（785年—787年）
- 吴晖（821年）
- 张庆初（830年—831年）
- 杨志荣（833年）
- 张惟泛（834年）
- 张㟸（唐文宗时）
- 乐邦穗（865年—868年）
- 阎好问（咸通年间）
- 边承遇（890年后—904年前）